# Група 13 періодичної системи елементів
| H  |    |    |    |    |    |    |    |    |    |    |    |     |    |     |     |     | He  |  |
| Li | Be |    |    |    |    |    |    |    |    |    |    | B   | C  | N   | O   | F   | Ne  |  |
| Na | Mg |    |    |    |    |    |    |    |    |    |    | Al  | Si | P   | S   | Cl  | Ar  |  |
| K  | Ca | Sc | Ti | V  | Cr | Mn | Fe | Co | Ni | Cu | Zn | Ga  | Ge | As  | Se  | Br  | Kr  |  |
| Rb | Sr | Y  | Zr | Nb | Mo | Tc | Ru | Rh | Pd | Ag | Cd | In  | Sn | Sb  | Te  | I   | Xe  |  |
| Cs | Ba | *  | Hf | Ta | W  | Re | Os | Ir | Pt | Au | Hg | Tl  | Pb | Bi  | Po  | At  | Rn  |  |
| Fr | Ra | ** | Rf | Db | Sg | Bh | Hs | Mt | Ds | Rg | Cn | Uut | Fl | Uup | Uuh | Uus | Uuo |  |
| -- | -- | -- | -- | -- | -- | -- | -- | -- | -- | -- | -- | --- | -- | --- | --- | --- | --- |  |
|    |    |    |    |    |    |    |    |    |    |    |    |     |    |     |     |     |     |  |
|    |    | *  | La | Ce | Pr | Nd | Pm | Sm | Eu | Gd | Tb | Dy  | Ho | Er  | Tm  | Yb  | Lu  |  |
|    |    | ** | Ac | Th | Pa | U  | Np | Pu | Am | Cm | Bk | Cf  | Es | Fm  | Md  | No  | Lr  |  |

| Група 13 періодичної таблиці (Підгрупа бора) |

Група 13 періодичної системи елементів — група хімічних елементів, до якої належать Бор (B), Алюміній (Al), Галій (Ga), Індій (In), Талій (Tl) та Унунтрій (Uut). За старою класифікацією елементи групи 13 належали до III групи. Інша назва групи — підгрупа бора.
Бор належить до металоїдів, інші елементи групи, крім, можливо, Унунтрію, який отриманий тільки в лабораторіях і не має стабільних ізотопів, є металами.

## Хімічні властивості
Елементи групи 13 мають три електрони на валентній оболонці, два на s-орбіталях, один на p-орбіталі. Електронна конфігурація елементів групи підсумована в таблиці.
| Z   | Елемент  | Кількість електронів на оболонці |
| --- | -------- | -------------------------------- |
| 5   | Бор      | 2, 3                             |
| 13  | Алюміній | 2, 8, 3                          |
| 31  | Галій    | 2, 8, 18, 3                      |
| 49  | Індій    | 2, 8, 18, 18, 3                  |
| 81  | Талій    | 2, 8, 18, 32, 18, 3              |
| 113 | Унунтрій | 2, 8, 18, 32, 32, 18, 3          |

Два s-електрони елементів групи 13 можуть утворювати пару, й цей ефект стає виразнішим із зростанням атомного номера. Завдяки цьому ефекту елементи групи утворюють хімічні сполуки з різними ступенями окисення. Для легших елементів стабільніші сполуки зі ступенем окиснення +3, тоді як для важчих елементів стабільнішими стають сполуки зі ступенем окиснення +1, що особливо виразно проявляється для Талію. Бор та Алюміній можуть утворювати сполуки зі ступенями окиснення +1 та +2. Галій не має сполук зі ступенем окиснення +2, але утворює сполуки зі ступенями +1 та +3. Індій має аналогічні властивості, але для нього сполуки зі ступенем окиснення +1 стабільніші, ніж у легших елементів. Хоча для Талію відомі сполуки, в яких він віддає три електрони, але ступінь окиснення +1 для нього найбільш властива.

## Фізичні властивості
Фізичні властивості простих речовин елементів групи 13 подібні за винятком бора. На відміну від інших елементів групи бор має високу твердість. При низьких температурах він є діелектриком, проте проводить струм при високих температурах. Інші елементи групи маю добру електро- й теплопровідність при кімнатних температурах.

## Виноски
1. ↑  W. Henderson (2000). Main group chemistry. Cambridge, UK: The Royal Society of Chemistry. с. 57. ISBN 0-85404-617-8. Архів оригіналу за 20 червня 2013. Процитовано 9 липня 2011.
2. ↑  Barrett, Jack (2001). Structure and bonding. Cambridge, UK: The Royal Society of Chemistry. с. 91. ISBN 0-85404-647-X. Процитовано 18 липня 2011.